# Casa Comalat
Casa Comalat è un edificio modernista che si trova al 442 dell'Avinguda Diagonal di Barcellona.
La casa venne progettata nel 1906 e realizzata nel 1911 dall'architetto Salvador Valeri i Pupurull su commissione di Joan Comalat Aleñá, un importante industriale tessile dell'epoca. 
Casa Comalat è una proprietà privata e non è visitabile dai turisti.

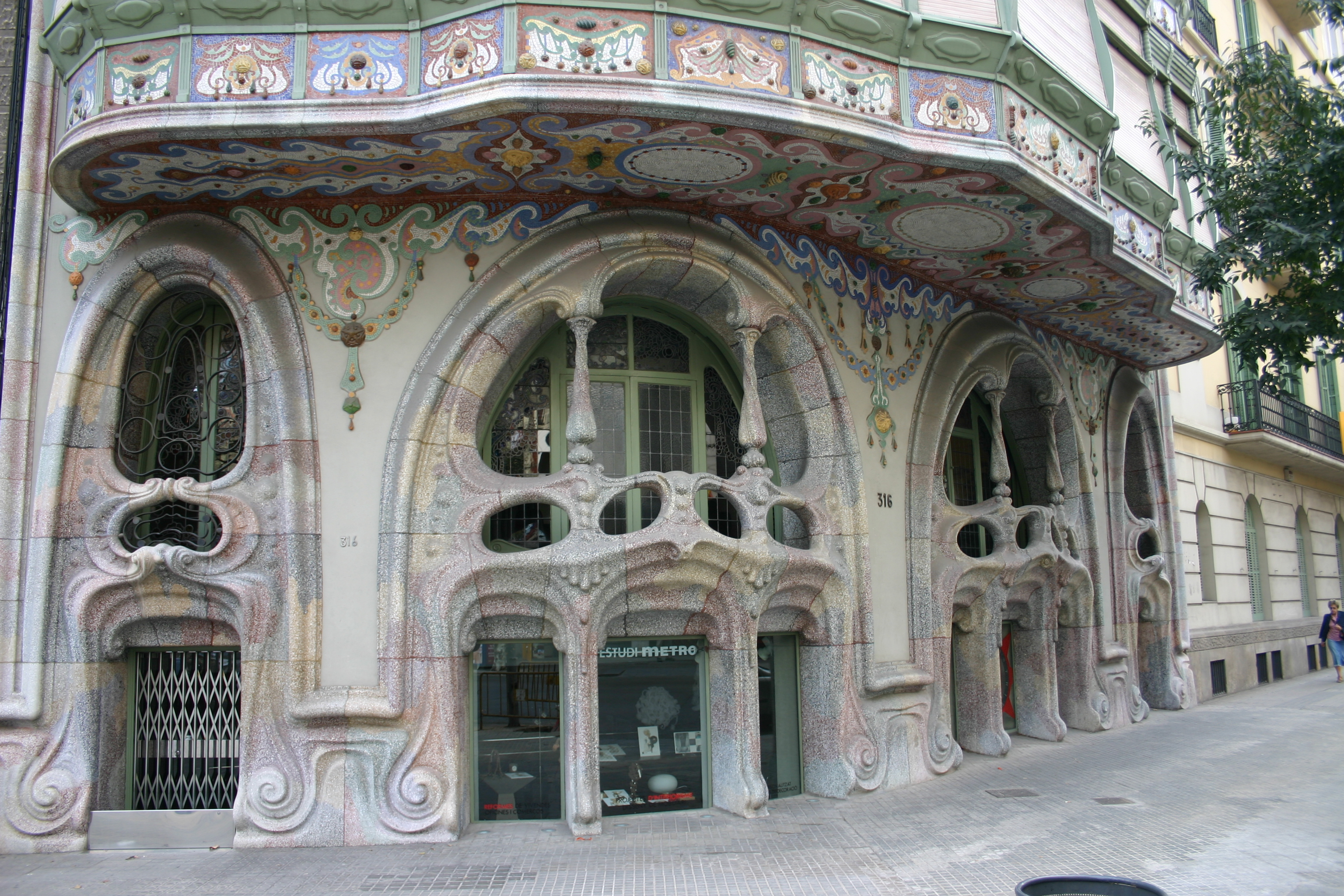
Ingresso della facciata che si affaccia su calle Córcega

## Descrizione
La facciata principale che si affaccia sulla Diagonal è in pietra ed è molto decorata.
Nella sua parte inferiore, la porta è realizzata in legno con ferro battuto e ai suoi lati si aprono due grandi balconi di estrema originalità con curve che evocano elementi organici e hanno una certa somiglianza con Casa Batlló. 
Tra il piano nobile e il primo piano c'è una galleria centrale continua che termina con una finitura a punta spigolosa. Il resto della facciata è costituito da dodici balconi con basi scultoree e ringhiere in ferro battuto fortemente curvilinee.
La parte superiore della facciata è sormontata da un'apertura traforata con grandi ornamenti floreali scolpiti nella pietra tutt'intorno e coronata sul retro dell'apertura da una torre a forma di cappello di Arlecchino ricoperto di ceramica invetriata verde.
La facciata di via Córcega è completamente colorata per la decorazione a base di ceramiche policrome distribuita su tutta la facciata realizzata dall'artista Lluís Bru i Salelles dalla forma ondulata e con ballatoi in legno chiusi da persiane.